# ゲレンデがとけるほど恋したい
「ゲレンデがとけるほど恋したい」（ゲレンデがとけるほどこいしたい）は、日本の女性歌手、広瀬香美の7枚目のシングル。

## 解説
- 1995年12月1日にビクターエンタテインメントよりリリースされた。
- 「アルペン」CMソング・東宝配給映画「ゲレンデがとけるほど恋したい。」主題歌のダブル・タイアップ。
- この曲から、「アルペン」CMソングの歌詞が本格的に"冬"を意識したものとなってきた。
- 売上38.5万枚、自身シングルで4番目の売上。
- この歌はその年、日本中のスキー場で大流行した[1]。
- 2019年の『FNS歌謡祭』で乃木坂46とコラボレーションした後にUPした自身の動画[2]によれば、「広瀬の楽曲で非常に難易度が高い」という。音が跳ね上がる部分が多用されていることから自身でも失敗することもあるらしい。

## 収録曲
全作詞・作曲・編曲：広瀬香美
1. ゲレンデがとけるほど恋したい
2. 幸せのおすそわけ
3. ゲレンデがとけるほど恋したい（オリジナル・カラオケ）

## 収録アルバム
- Love Together (#1,2、2曲ともアルバム・バージョン)
- 広瀬香美 THE BEST "Love Winters" (#1)
- Alpen Best Kohmi Hirose (#1)
- タイアップコレクション〜広瀬香美のテレビで聴いたあの曲達〜 (#1)
- SINGLE COLLECTION (#1)
- Winter High!! 〜Best Of Kohmi's Party〜 (#1)
- THE BEST "1992-2018" + "雪"Setlist Non-Stop Mix (#1)
- WINTER TOUR 2020 "SING" + Live at Blue Note Tokyo (#1)
- 歌ってみた 歌われてみた (#1、鬼龍院翔とのコラボレーションによる新録)

## カバー
ゲレンデがとけるほど恋したい
- misono - シングル「私色/僕らスタイル」のカップリングに収録。
- 華原朋美 - カバーアルバム『MEMORIES 3 -Kahara Back to 1995-』（2015年12月2日発売）に収録[3]。
- クリスハートアルバム『christmas Hearts2』（2022年11月16日）に収録